# Aéroport de Kirov
L'aéroport de Kirov, ou Aéroport Pobedilovo (russe : Аэропорт Победилово) (code IATA : KVX • code OACI : USKK) est un aéroport Russia situé à 22 km au sud-ouest de Kirov.

## Compagnies aériennes et destinations
| Compagnies        | Destinations                                              |
| ----------------- | --------------------------------------------------------- |
| Izhavia           | En saison : Anapa                                         |
| RusLine           | Moscou-Vnoukovo, Narian-Mar                               |
| Nordwind Airlines | En saison : Sotchi-Adler                                  |
| Pobeda            | Moscou-Vnoukovo, Saint-Pétersbourg-Poulkovo, Sotchi-Adler |
| Ural Airlines     | Moscou-Domodédovo                                         |

Édité le 06/03/2018

## Galerie

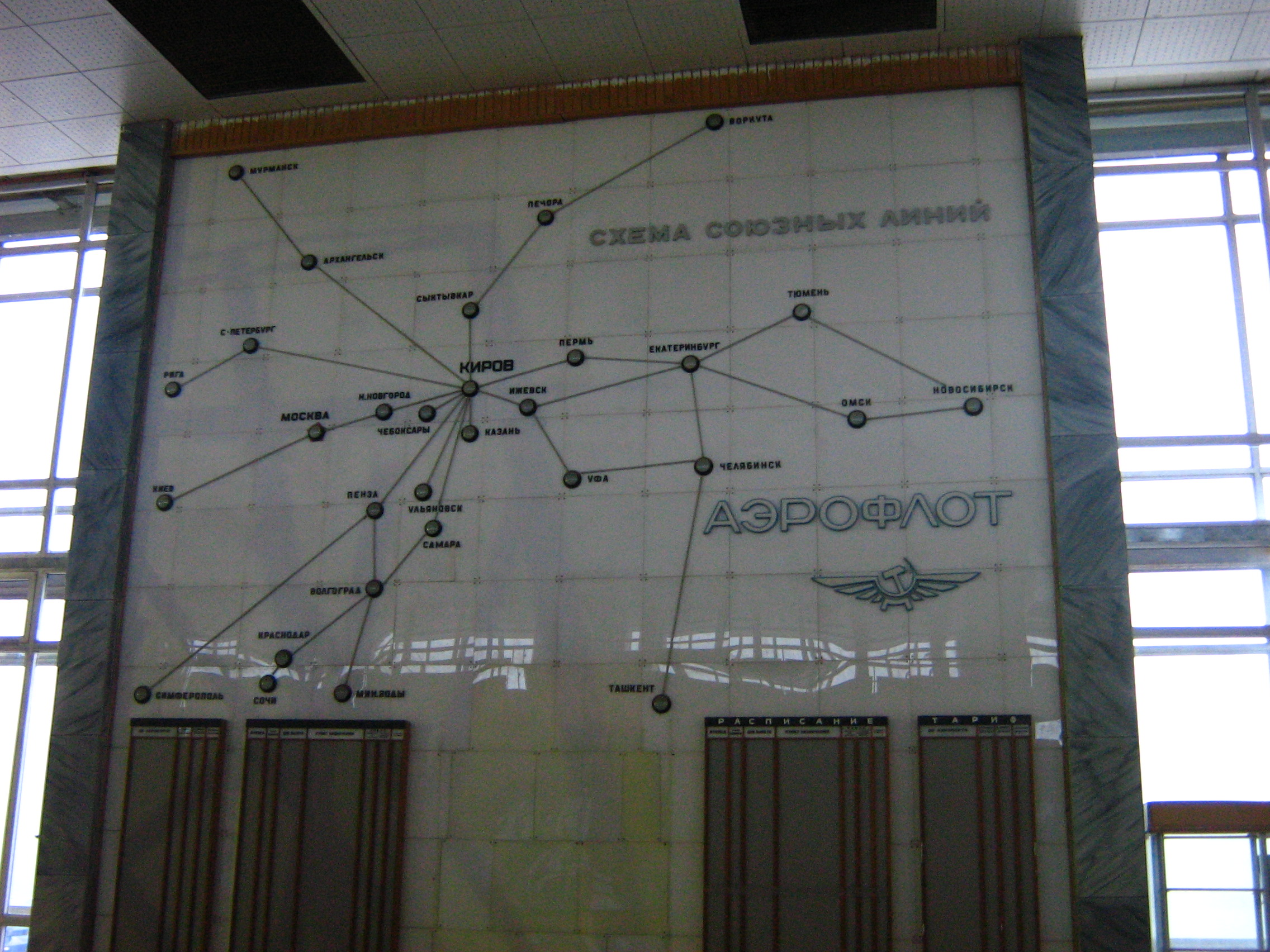
Carte des destinations de l'aéroport de Kirov de l'époque Soviétique en juillet 2008.
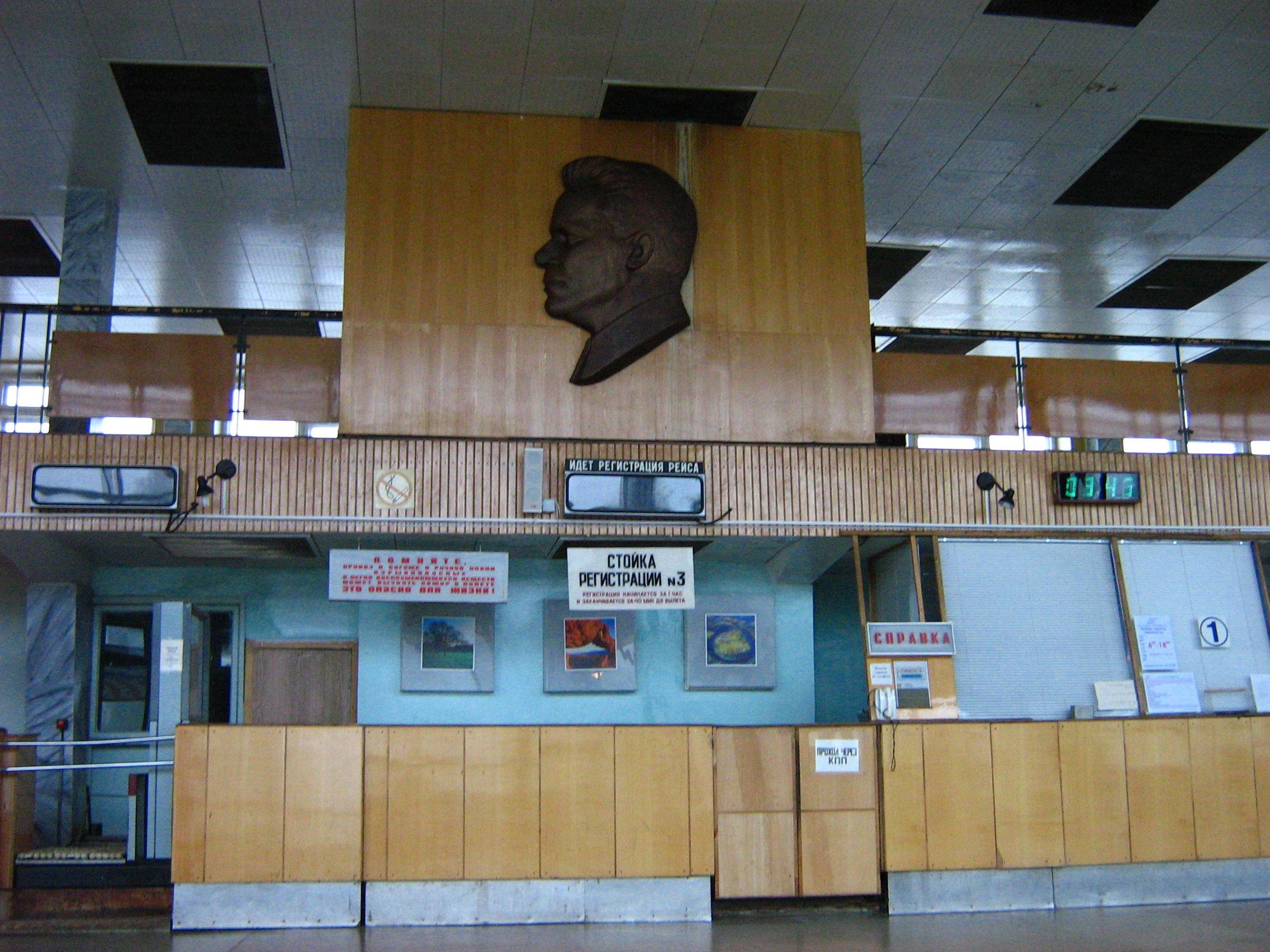
Comptoir d'enregistrement. Portrait de Sergueï Kirov